# 味觉厌恶
味觉厌恶，也称加萨效应、加西亚效应（Garcia effect），为心理学的古典制約作用的一种典型现象，该经典反射行为通过味觉（应激源）和潜在结果一次匹配即可形成。

## 分析
其最初的研究为约翰·加西亚（John Garcia）和罗伯特·库林（Robert Koelling）通过老鼠试验，和巴甫洛夫的狗试验不同，加西亚证明老鼠存在一种先天的特定刺激和特定结果相联结的偏好，其行为反射还依赖于遗传预设的有机体对待环境刺激的方式。加西亚还通过在饱受狼群袭击的牧场四周放置引发狼生疾病的毒羊肉汉堡，这些狼群在吞食了汉堡后反映出强烈的呕吐等疾病反应，此后这些狼对羊肉产生厌恶，并远离羊群和牧场。
在人类行为中，也存在味觉厌恶现象。比如接受化疗的癌症患者会对食物产生恶心，因为其化疗往往在进食后进行，由此使癌症患者感到是食物导致其化疗痛苦。